# Писаренко Анастасія Митрофанівна
Анастасія Митрофанівна Писаре́нко (нар. 1892, Талалаївка — пом. 1941) — українська радянська скульпторка-монументалістка.

## Біографія
Народилася у 1892 році в селі Талалаївці (тепер Уманський район, Черкаська область, Україна). 1917 року закінчила Київську художню школу де навчалася у Федора Балавенського. У 1923—1929 роках навчалася у Київському художньому інституті у Євгена Сагайдачного та Бернарда Кратка.
Померла 1941 року.

## Творчість
Брала участь у конкурсах на проєкти пам'ятників Володимиру Леніну (1924), Тарасу Шевченку (1926, 1933), а також у скульптурному оздобленні селянського санаторію імені ВУЦВК в Одесі (1928).
У 1925 році в Києві на Привокзальній площі  було споруджене погруддя Володимира Леніна роботи скульпторки (не збереглося).
Авторка робіт:
- «Рух» (1927, гіпс);
- «Жнива» (1929, гіпс);
- «Піонер-конструктор» (1935).